# لويغي فارينا
لويغي فارينا (بالإيطالية: Luigi Farina)‏ (12 نوفمبر 1942 ميلانو إيطاليا - ) هو لاعب كرة قدم إيطالي، يلعب كلاعب وسط.

## مسيرته

### مسيرته مع الأندية
- 1963 - 1964 لعب مع نادي سارونو 1910 [الإنجليزية]‏ 27 مباراة سجل خلالها 4 أهداف.
- 1964 - 1966 لعب مع نادي لنيانو 48 مباراة سجل خلالها 5 أهداف.
- 1966 - 1968 لعب مع نادي كاتانزارو 58 مباراة سجل خلالها 3 أهداف.
- 1968 - 1974 لعب مع نادي أريتسو 138 مباراة سجل خلالها 6 أهداف.